# Florimond Hervé
Louis-Auguste-Florimond Ronger, llamado Hervé (Houdain, 30 de junio de 1825-París, 3 de noviembre de 1892), fue un compositor, autor dramático, actor, cantante, director de escena y director de teatro francés.
Fue el rival —y sin embargo amigo— de Jacques Offenbach. Hervé tuvo un hijo, que también fue comediante, conocido con el nombre de Gardel-Hervé.

## Biografía

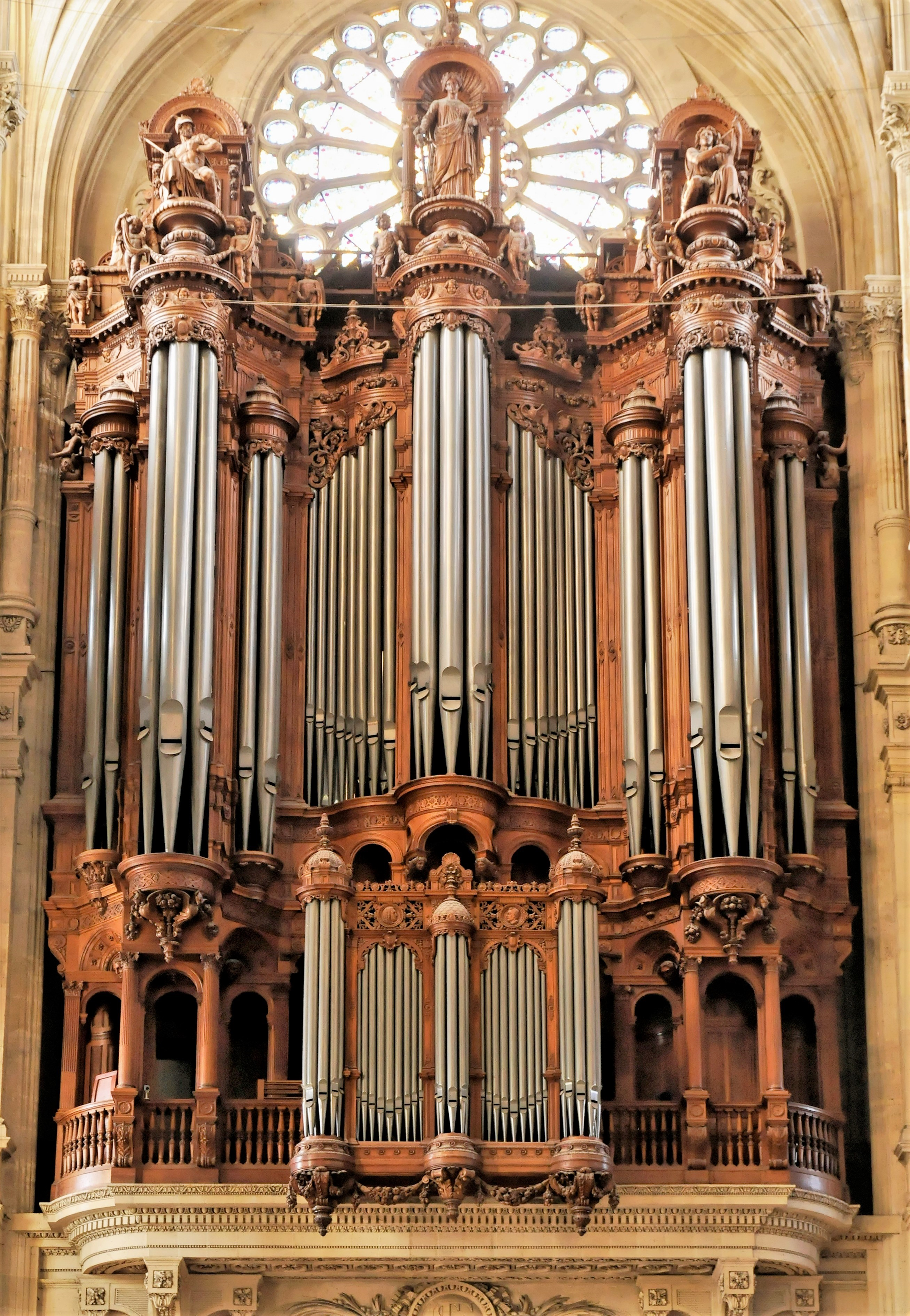
Órgano de la iglesia de San Eustaquio

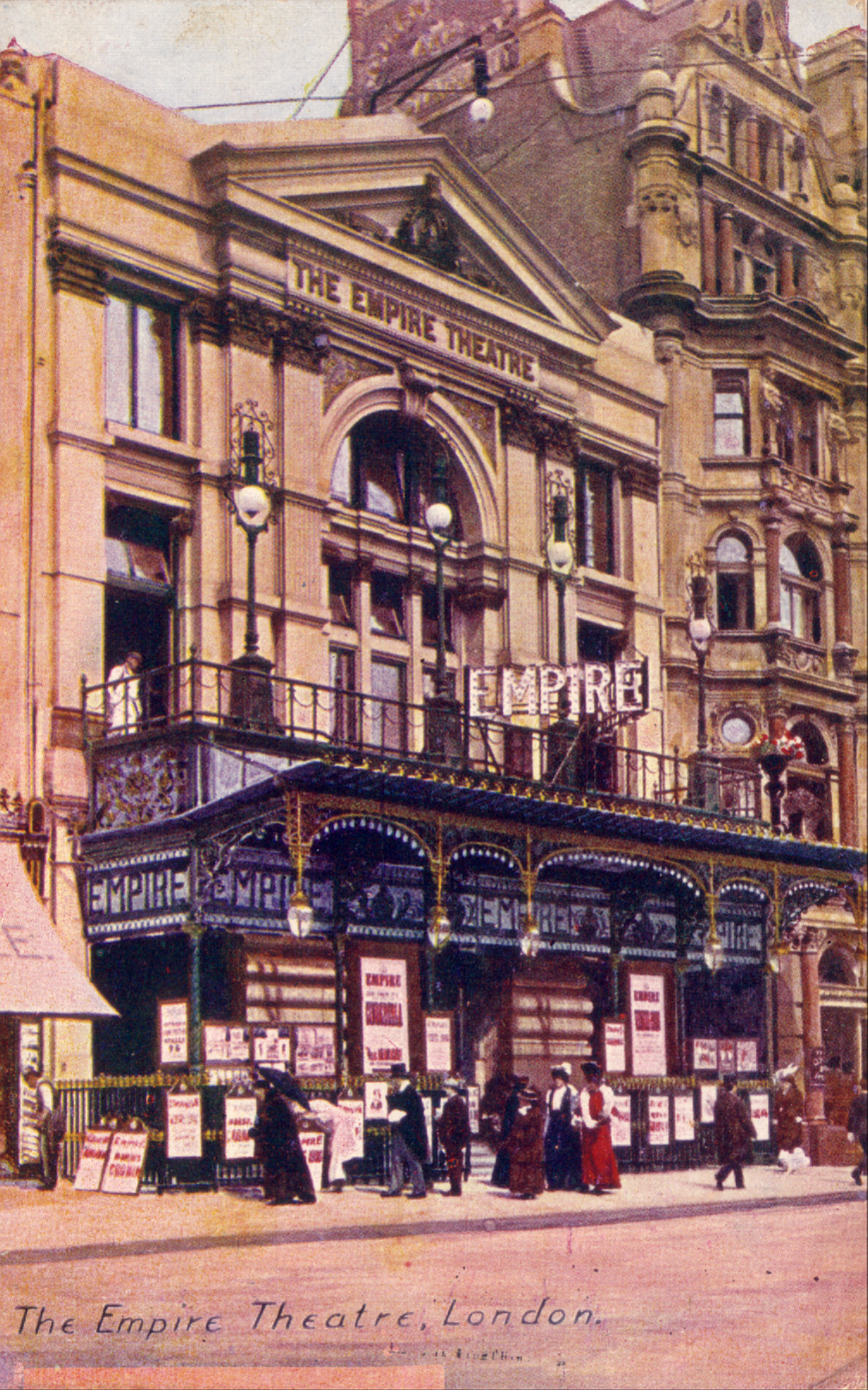
El Empire Theatre (ca. 1905)

Huérfano de padre a los diez años, Florimond Ronger llegó a la capital, donde cantaría en el coro de la iglesia de San Roque. Fue también alumno del compositor Daniel-François Auber en el Conservatorio de París, antes de ser nombrado organista de la localidad de Bicêtre (perteneciente hoy en día a Le Kremlin-Bicêtre), primero, y de la iglesia de San Eustaquio después, en 1845.
Incrementó sus ingresos con un puesto en el teatro como pianista y actor de complemento, con el seudónimo de Hervé, como lo haría, algunos años más tarde, el personaje de Célestin-Floridor de su opereta Mam'zelle Nitouche (1883).
Con el caprichoso cómico y cantante Joseph Kelm (1802–1882), compuso en 1847 la obra Don Quichotte et Sancho Pança, considerada como la primera opereta. Director de orquesta del Odéon y después del Théâtre du Palais-Royal, abrió en 1854 un café-concierto en una pequeña sala del boulevard del Temple que bautizó como Folies-Concertantes, y después Folies-Nouvelles. Allí presentó junto a Kelm operetas de dos personajes suyos (Le Compositeur toqué, La Fine fleur de l'Andalousie, Un drame en 1779...), y también una de las primeras obras de Offenbach: Oyayaye ou la Reine des îles (1855). La compañía crecería en seguida con la llegada notable de José Dupuis (1833–1900), que se trajo Hervé del Théâtre du Luxembourg-Bobino. Hervé cedió en 1859 la sala Folies-Nouvelles a la comediante Virginie Déjazet (1798–1875), que la rebautizaría con su nombre.

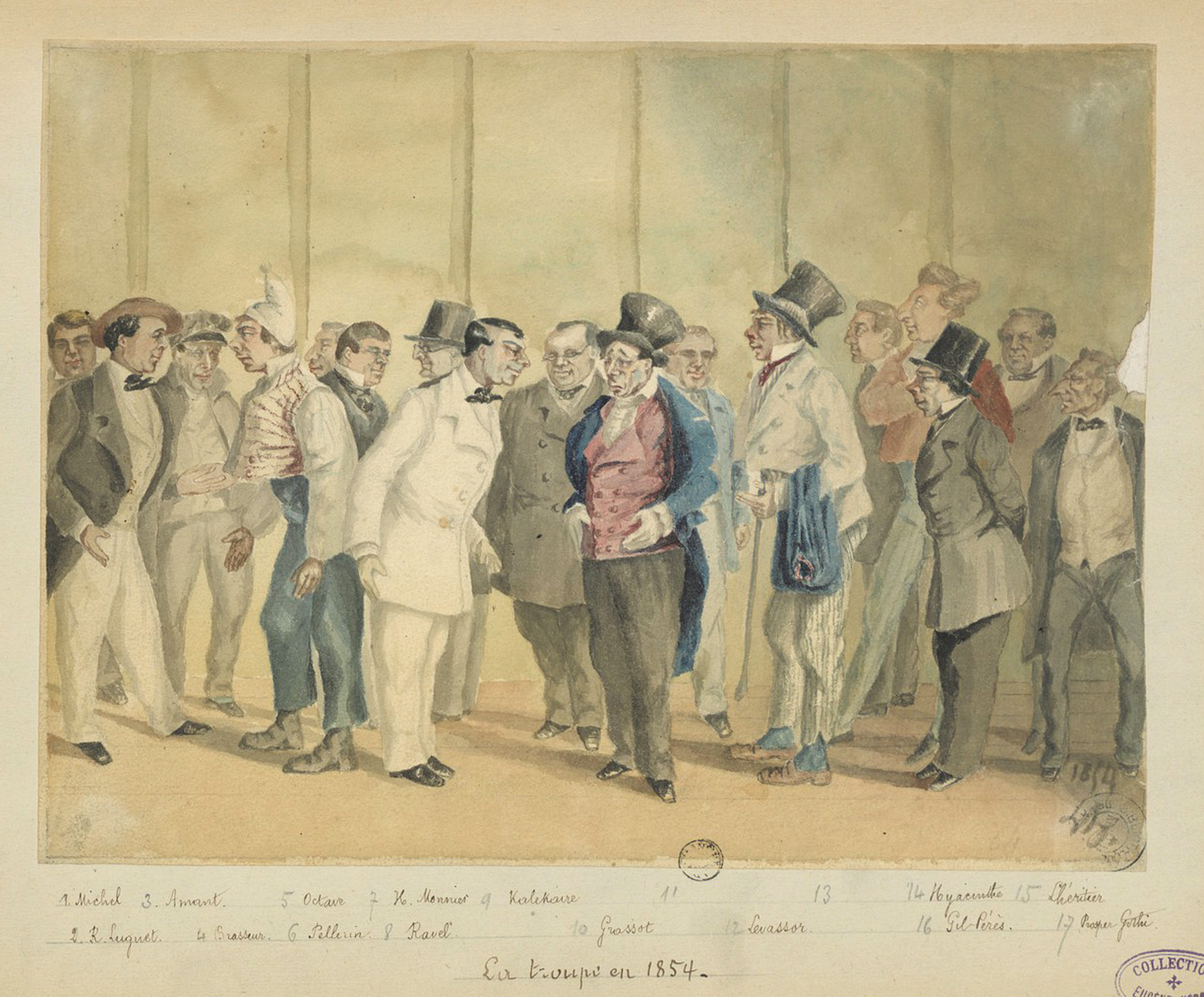
Retrato de grupo de la compañía del Théâtre du Palais Royal (1854)
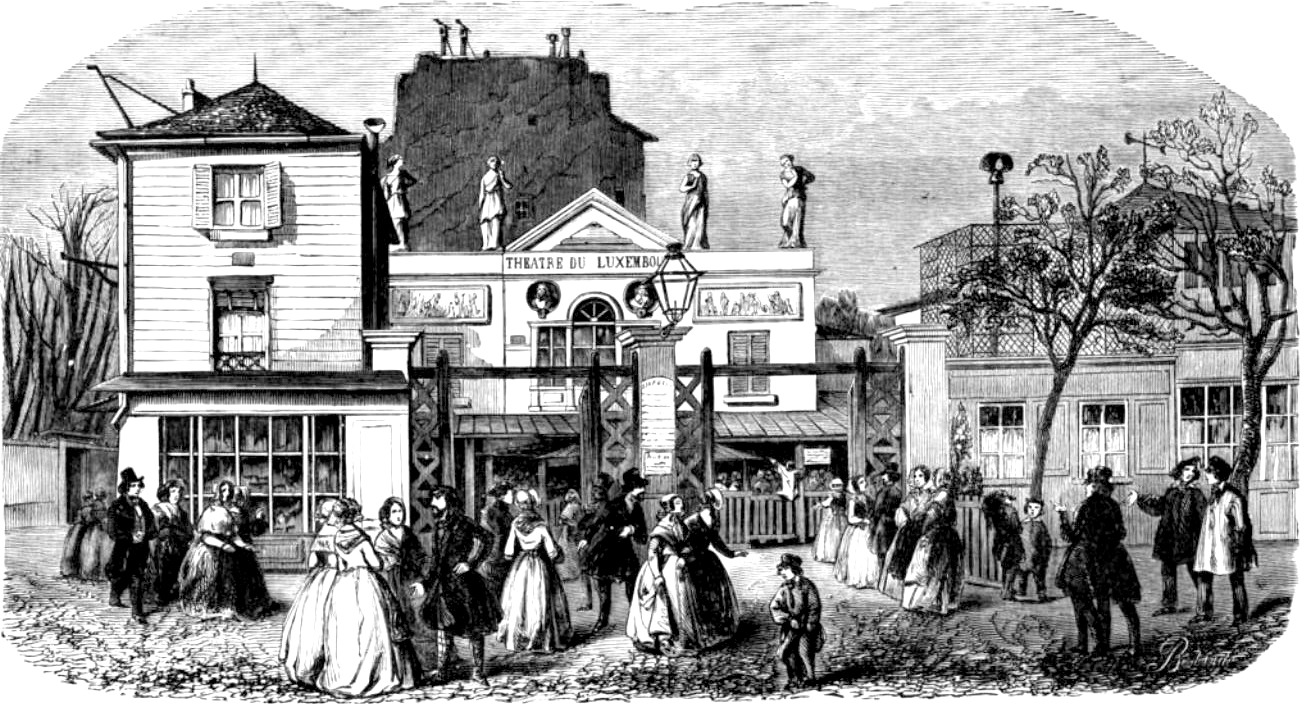
El Bobino en un grabado de 1881
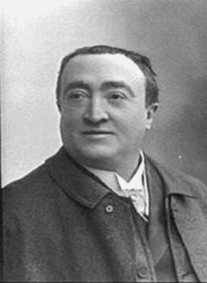
José Dupuis
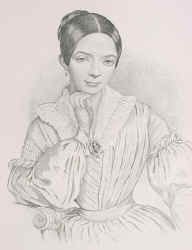
Virginie Déjazet. Grabado de Adrian Ludwig Richter
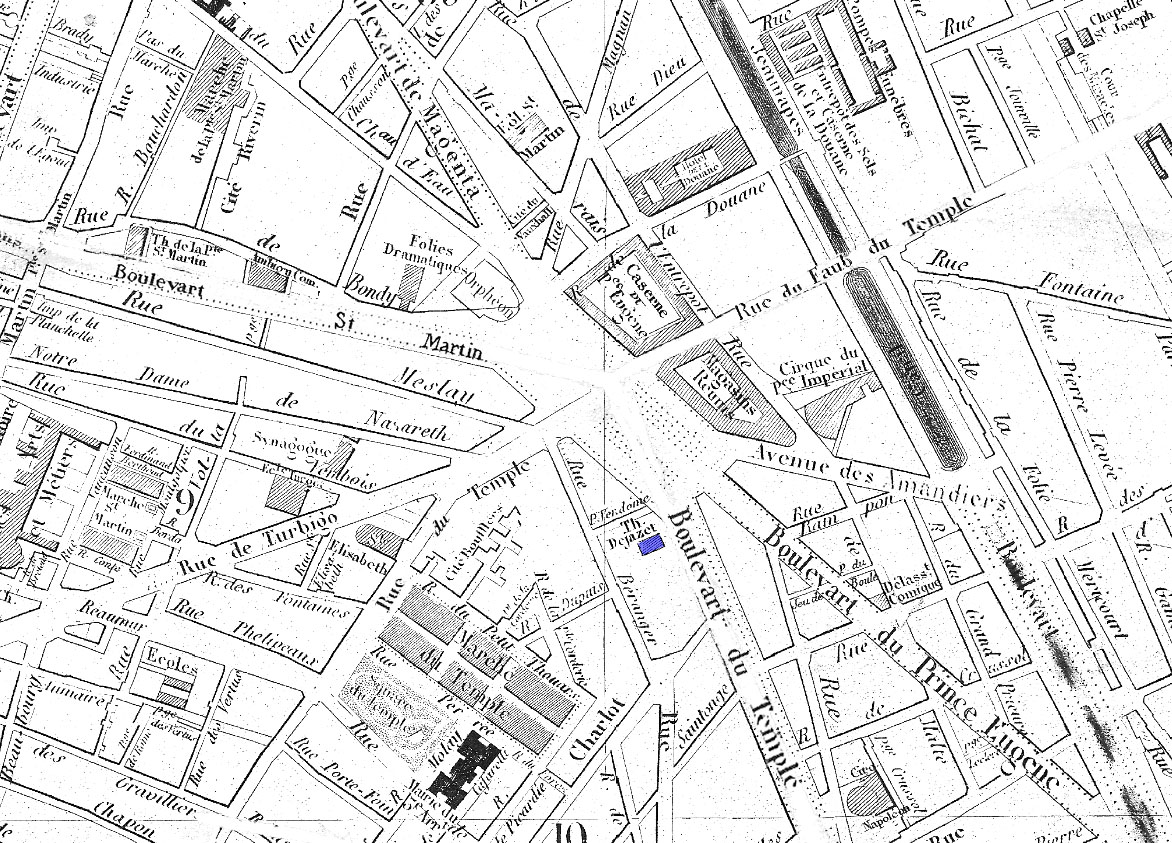
Emplazamiento del Théâtre Déjazet en un plano de 1869

Gran viajero, Hervé actuó en provincias como cantante antes de reinstalarse en París, donde Offenbach había obtenido entretanto la flexibilización de las reglas que regían las piezas del teatro musical. En París, Hervé tomó la dirección musical del Théâtre des Délassements-Comiques. 
Les Chevaliers de la Table Ronde (Los Caballeros de la Mesa Redonda), ópera bufa en 3 actos con libreto de Henri Chivot (1830–1897) y Alfred Duru que ofreció en el Théâtre des Bouffes Parisiens, fue la primera de las grandes operetas del «compositeur toqué», como se le llama en referencia a una de sus obras de juventud. Siguieron obras como L’Œil crevé (1867), Chilpéric (1868) y Le Petit Faust (1869), que obtuvieron un éxito considerable en el Théâtre des Folies-Dramatiques, del que había tomado la dirección.

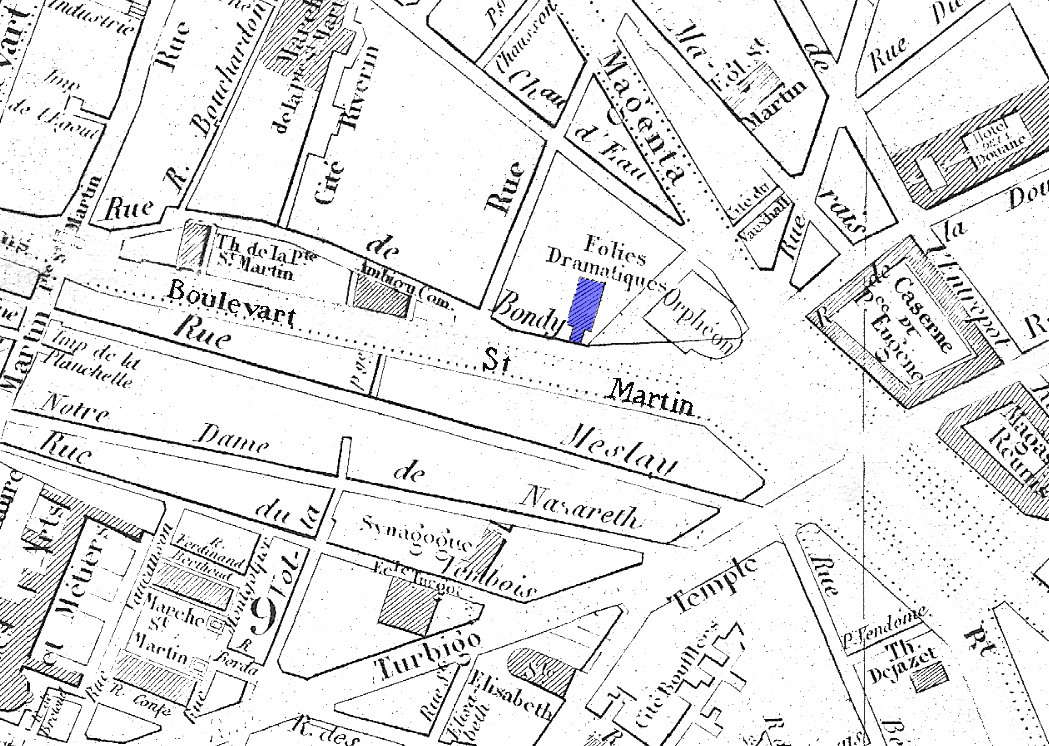
Emplazamiento del Théâtre des Folies-Dramatiques en un plano de 1869
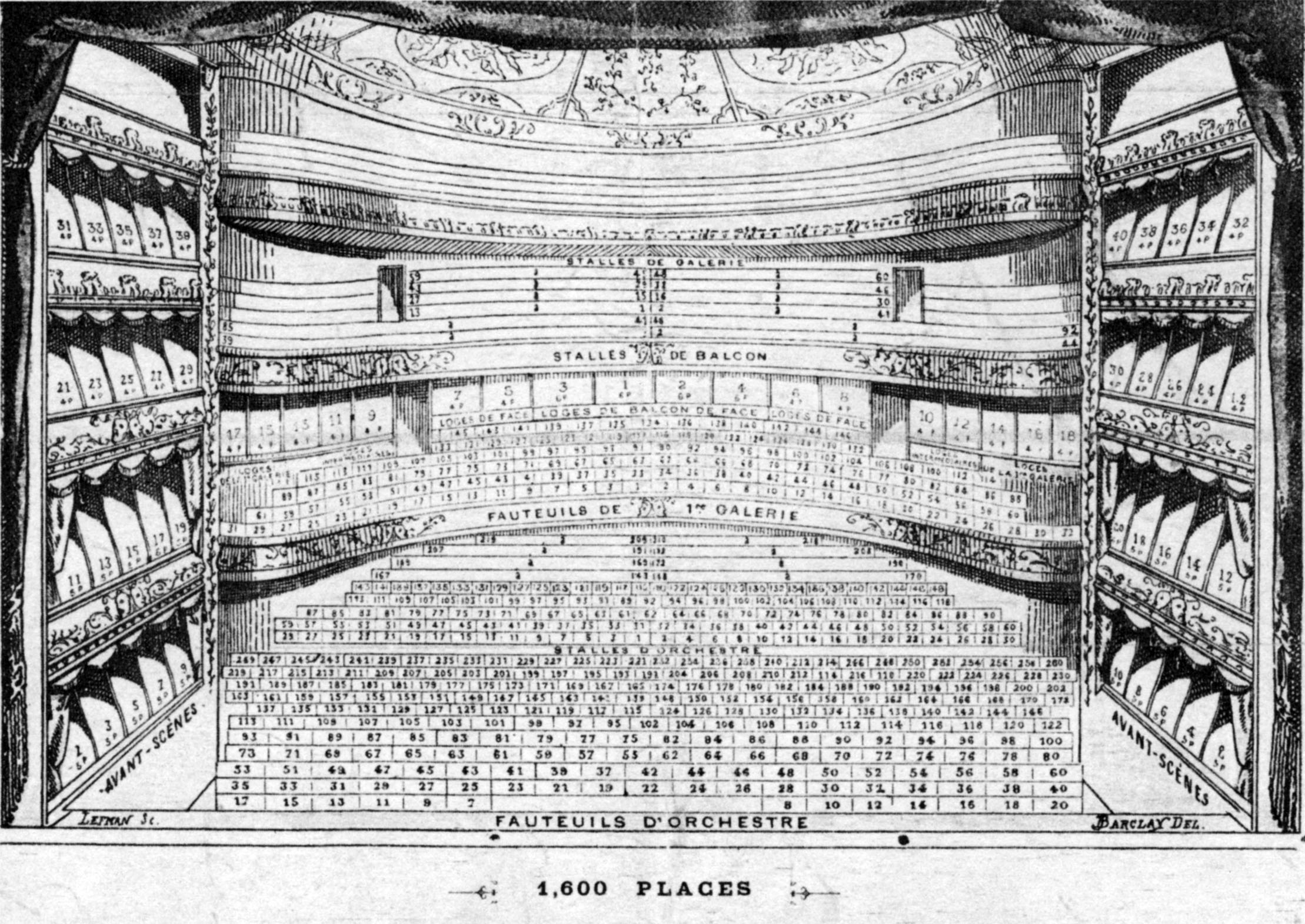
Plano de asientos del Théâtre des Folies-Dramatiques
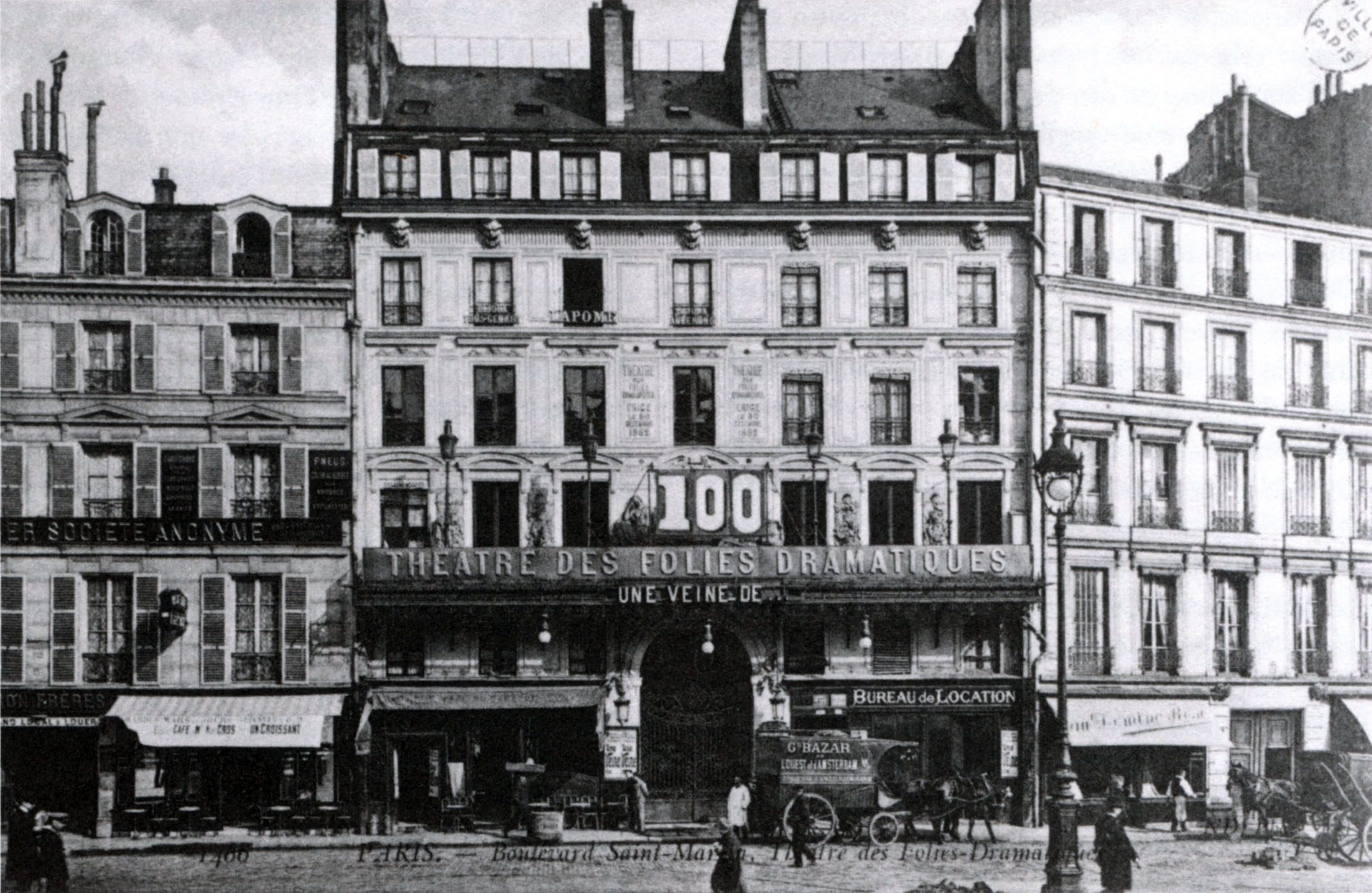
El Théâtre des Folies-Dramatiques en 1905
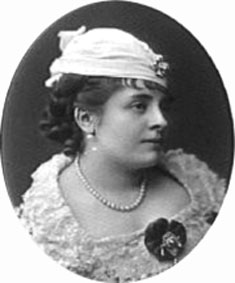
Anna Judic

En 1878, interpretó el papel de Júpiter en una reposición de Orfeo en los infiernos (Orphée aux enfers) con dirección del propio Offenbach, y después debutó en el ciclo que compuso para Anna Judic (1849–1911), la estrella del Théâtre des Variétés: La Femme à Papa (1879), La Roussotte (1881), Lili (1882) y, finalmente, Mam'zelle Nitouche (1883).
En 1886, Hervé dejó París por Londres, donde actuaba regularmente desde 1870. Allí, desde 1887 hasta 1879, compuso ballets para el Empire Theatre, de Leicester Square. 
En 1892, Hervé regresó a Francia, y allí dio una última representación, Bacchanale, poco tiempo antes de su fallecimiento, que fue el 3 de noviembre de 1892.

## Catálogo de obras
| Año  | Obra | Estreno                                           | Tipo de obra                                                       |
| ---- | --- | ------------------------------------------------- | ------------------------------------------------------------------ |
| 1842 | L'Ours et le pacha (El oso y el bajá). Adaptación de Hervé de una obra de Eugène Scribe y Joseph-Xavier Boniface "Saintine" (1798-1865).           | París, Bicêtre                                    | Vodevil musical (1 acto)                                           |
| 1847 | Don Quichotte et Sancho Pança (Don Quijote y Sancho Panza), de Hervé                                                                               | París                                             | Cuadro grotesco (1 acto)                                           |
| 1849 | Les Gardes françaises (Hervé) | París                                             | Ópera cómica (1 acto)                                              |
| 1849 | Les Parisiens en voyage, de Joseph Méry (1797–1866), Gérard de Nerval y Henri Bocage                                                               | París                                             | Música de revista (en 1 acto)                                      |
| 1851 | Passiflor et cactus (Hervé) | París                                             | Fantasía (1 acto)                                                  |
| 1852 | L'Enseignement mutuel, de Théodore Barrière (1823–1877) y Adrien Decourcelle (1821–1892)                                                           | París                                             | Vodevil (1 acto)                                                   |
| 1852 | Roméo et Mariette (Philippe Dumanoir) | París                                             | Parodia de Romeo y Julieta (1 acto)                                |
| 1853 | Les Folies dramatiques, de Philippe Dumanoir y Clairville (1811–1879)                                                                              | París                                             | Vodevil (5 actos)                                                  |
| 1854 | Prologue d'ouverture (Charles Bridault) | París                                             | Fantasía (1 acto)                                                  |
| 1854 | La Perle de L'Alsace (Hervé) | París                                             | Pastoral estrasburguesa (1 acto)                                   |
| 1854 | Le Compositeur toqué (Hervé) | París                                             | Bufonada musical (1 acto)                                          |
| 1854 | Amour, poésie et turlupinade (Hervé) | París                                             | Bufonada musical (1 acto)                                          |
| 1854 | Les Folies nouvelles (Théodore de Banville) | París                                             | Prólogo (1 acto)                                                   |
| 1854 | La Fine fleur de l'Andalousie (Hervé) | París                                             | Excentricidad musical                                              |
| 1854 | La Caravane de l'amour (Théodor de Banvilee) | París                                             | Sainete (1 acto)                                                   |
| 1854 | Un mari trompete (Ch. Delaquis y Paul Legrand) | París                                             | Pantomima (1 acto)                                                 |
| 1854 | Pierrot amoureux (Paul Legrand) | París                                             | Pantomima (1 acto)                                                 |
| 1854 | Arlequin ravisseur (Arlequín secuestrador), de Maurice Sand (1823–1889)                                                                            | París                                             | Pantomima (4 cuadros)                                              |
| 1854 | Pierrot au château (Pierrot en el castillo), de Paul Legrand y Ch. Delaquis                                                                        | París                                             | Pantomima (2 cuadros)                                              |
| 1854 | Les Turlutaines fantastiques (Paul Legrand) | París                                             | Pantomima (5 cuadros)                                              |
| 1854 | Le Joujou électrique (El juguete eléctrico), de Lejers y Frappart                                                                                  | París                                             | Pantomima (1 acto)                                                 |
| 1854 | Les Rivaux intrépides (Ch. Delaquis) | París                                             | Pantomima (1 acto)                                                 |
| 1854 | Jean Gilles (Émile Durandeau) | París                                             | Pantomima (5 cuadros)                                              |
| 1854 | Scaramouche (Achille Eyraud) | París                                             | Pantomima (2 cuadros)                                              |
| 1854 | L'Hôtellerie de Gautier-Garquille (Émile Durandeau)                                                                                                | París                                             | Pantomima (5 cuadros)                                              |
| 1854 | Pierrot Dandin (Charles Bridault y Paul Legrand)                                                                                                   | París                                             | Pantomima (5 cuadros)                                              |
| 1855 | La Fausse douairiere (La falsa viuda), de Charles Bridault y Paul Legrand                                                                          | París                                             | Pantomima (2 cuadros)                                              |
| 1855 | Le Possédé (El poseso), de Brunel | París                                             | Ballet-Pantomima (1 acto)                                          |
| 1855 | Biribi (Paul Mercier) | París                                             | Pantomima (1 acto)                                                 |
| 1855 | Les deux rosières (Paul Legrand y Doyen) | París                                             | Pantomima (1 acto)                                                 |
| 1855 | Pierrot Quaker (Pierrot cuáquero), de Cham | París                                             | Pantomima (5 cuadros)                                              |
| 1855 | Qui trop embrasse (Quien mucho abarca), de Mathieu (¿Georges Mathieu?)                                                                             | París                                             | Pantomima (5 cuadros)                                              |
| 1855 | La Fontaine (Lesage [Altaroche]) | París                                             | Pantomima (1 acto)                                                 |
| 1855 | La Sœur de Pierrot (La hermana de Pierrot), de Paul Legrand y Paul Mercier                                                                         | París                                             | Mimodrama. Pantomima (5 cuadros)                                   |
| 1855 | Quand les chats n'y sont pas (Cuando no están los gatos), de Charles Bridault                                                                      | París                                             | Pantomima (1 cuadro)                                               |
| 1855 | Un Drôle de monde (Lubize) | París                                             | Pantomima (4 cuadros)                                              |
| 1855 | Pierrot indélicat (Dantan Jeune y Paul Legrand) | París                                             | Pantomima (5 cuadros)                                              |
| 1855 | Messire Barbe-Bleue (Mícer Barbazul), de Émile Durandeau                                                                                           | París                                             | Pantomima (5 cuadros)                                              |
| 1855 | Le Chevalier blanc (El caballero blanco), de Paul Mercier y Paul Legrand                                                                           | París                                             | Contrapantomima (5 cuadros)                                        |
| 1855 | La Belle Créature (Charles Bridault) | París                                             | pochade (1 acto)                                                   |
| 1855 | Vadé au cabaret! (Henri de Kock) | París                                             | Pieza musical. Representación en verso mezclada con canto (1 acto) |
| 1855 | L'Intrigue espagnole ou La Sérénade à coups de baton (La intriga española o La serenata a golpes de bastón), de Hervé                              | París                                             | Folía (1 acto)                                                     |
| 1855 | Le Sergent Laramée (Émile Durandeau) | París                                             | Croquis militar (1 acto)                                           |
| 1855 | Fanfare (Fanfarria), de Théodore de Banville | París                                             | Escena rural                                                       |
| 1855 | Un drame en 1779 (Hervé) | París                                             | Folía musical (1 acto)                                             |
| 1855 | Latrouillat et Truffaldini ou Les Inconvenients d'une vendetta infiniment trop prolongée (Jules Petit y Ernest Blum)                               | París                                             | Sainete (1 acto)                                                   |
| 1855 | Un ténor très léger (René Lordereau), opéra de carretera                                                                                           | París                                             | Ópera (1 acto)                                                     |
| 1855 | Le Testament de Polichinelle (El testamento de Polichinela), de Armand Montjoie                                                                    | París                                             | Cuadro bufo (1 acto)                                               |
| 1855 | Le Trio d'enfoncés, épisode de la vie commerciale (Hervé)                                                                                          | París                                             | Parodia (1 acto)                                                   |
| 1856 | Fifi et Nini (Albert Monnier), à-propos carnavalesque.                                                                                             | París                                             | Pieza musical (1 acto)                                             |
| 1856 | Agamemnon, ou Le Chameau à deux bosses (Agamenón o El camello de dos jorobas), de Hervé                                                            | París                                             | Tragedia extraña (1 acto)                                          |
| 1856 | Toinette et son carabinier (Michel Delaporte) | París                                             | Bosquejo musical (1 acto)                                          |
| 1856 | Le Joli régiment (Hervé) | París                                             | Ballet-pantomima (1 acto)                                          |
| 1856 | Le Prince infortune (Hervé), cascade pantomimique                                                                                                  | París                                             | Pantomima (4 cuadros)                                              |
| 1856 | Femme à vendre (Mujer en venta), de Paul de Kock                                                                                                   | París                                             | Ópera bufa (1 acto)                                                |
| 1857 | Le Pommier ensorcelé (La manzana embrujada), de Édouard Morin                                                                                      | París                                             | Opereta (1 acto)                                                   |
| 1857 | Brin d'amour (Una brizna de amor), de Achille Eyraud                                                                                               | París                                             | Opereta (1 acto)                                                   |
| 1857 | Phosphorus (Hervé) | París                                             | Carga química alemana (1 acto)                                     |
| 1858 | La Belle Espagnole (Hervé) | París                                             | Sainete (1 acto)                                                   |
| 1858 | Le Voiturier (El cochero), de Hervé | París                                             | Ópera cómica (1 acto)                                              |
| 1858 | La Dent de sagesse (La muela del juicio), de Édouard Morin                                                                                         | París                                             | Opereta (1 acto)                                                   |
| 1858 | L'Alchimiste (El alquimista), de Hervé | París                                             | Opereta (1 acto)                                                   |
| 1858 | Simple Histoire (Hervé) | París                                             | Opereta (1 acto)                                                   |
| 1860 | La Belle Nini (Hervé) | París                                             | —                                                                  |
| 1861 | Le Plat du jour (Marc Alexandre Flan y Ernest Blum)                                                                                                | París                                             | revista musical (en 5 actos)                                       |
| 1861 | Le Bénéfice de Rouflaquet (Marc Alexandre Flan y Ernest Blum)                                                                                      | París                                             | Revista musical (en 5 actos)                                       |
| 1861 | Les Amants de la dame de pique | París                                             | Revista musical (en 1 acto)                                        |
| 1862 | Le Hussard persecuté (El húsar perseguido), de Hervé                                                                                               | París                                             | Opereta bufa (2 cuadros)                                           |
| 1862 | La Fanfare de Saint-Cloud (La fanfarria de Saint-Cloud), de Ernest Blum y Paul Siraudin                                                            | París                                             | Opereta (1 acto)                                                   |
| 1862 | Le Retour d'Ulysse (El regreso de Ulises), de Édouard Montagne                                                                                     | París                                             | Opereta[10]                                                        |
| 1863 | Les Toréadors de Grenade (Hervé) | París                                             | Excentricidad (1 acto)                                             |
| 1863 | Les Troyens en Champagne | París                                             | Parodia (1 acto)                                                   |
| 1864 | Moldave et Circassiènne (Hervé) | París                                             | —                                                                  |
| 1864 | La Liberté des Théâtres (Clairville e Hippolyte Cogniard)                                                                                          | París                                             | Pieza musical (5 actos)                                            |
| 1864 | Le Joueur de flûte (El flautista), de Jules Moinaux                                                                                                | París                                             | Opereta bufa (1 acto)                                              |
| 1864 | Une Revue pour rire ou Roland à Rongeveau (Una revista para reír o Roldán en Roncesvalles), de Clairville, Ernest Blum y Paul Siraudin (1813–1883) | París                                             | Revista musical (en 1 acto)                                        |
| 1865 | Une Fantasia (Nuitter y Desarbres) | París                                             | Opereta (1 acto)                                                   |
| 1865 | La Biche aux bois (La cierva de los bosques), de Jean-Jacques de Billemont, Amédée Artus, Théodore e Hippolyte Cogniard                            | París                                             | Comedia de hadas (féerie) en 5 actos (20 cuadros)                  |
| 1866 | Les Deux chanteurs sans place (Hervé) | París                                             | Sainete bufo                                                       |
| 1866 | Les Chevaliers de la table ronde (Henri Chivot y Alfred Duru)                                                                                      | París                                             | Ópera bufa (1 acto)                                                |
| 1866 | Les Métamorphoses de Tartempion (Las metamorfosis de Tartempion), de Léon Quantin                                                                  | París                                             | Ópera bufa (1 acto)                                                |
| 1867 | L'Œil Crevé (Hervé) | París 12 de octubre de 1867, Folies-Dramatiques   | Ópera bufa (1 acto)                                                |
| 1868 | Trombolino (Paul Renard y Charles de Saint-Piat)                                                                                                   | París                                             | Ópera bufa (1 acto)                                                |
| 1867 | Le Pédicure (La pedicura) (Hippolyte Bédeau) | París                                             | Pieza musical (1 acto)                                             |
| 1867 | L'Enfant de la troupe (Félix Beaumaine y Charles Blondelet)                                                                                        | París                                             | Pieza musical (1 acto)                                             |
| 1867 | Clodoche et Normande (Hervé) | París                                             | Sainete (1 acto)                                                   |
| 1868 | Le Gardien de sérail (El guardián del serrallo), de Hervé)                                                                                         | París                                             | Pieza musical (1 acto)                                             |
| 1868 | Le Roi Amatibou (Eugène Labiche y Edmond Cottinet)                                                                                                 | París                                             | Pieza musical (5 actos)                                            |
| 1868 | Chiméric (Hervé) | París                                             | Parodia (1 acto)                                                   |
| 1868 | Entre deux vins (René Lugot) | París                                             | Sainete bufo (1 acto)                                              |
| 1868 | Nini c'est fini (Taratte) | París                                             | Vodevil (1 acto)                                                   |
| 1869 | Juliette et Dupiton (Hervé) | París                                             | Pieza musical (1 acto)                                             |
| 1869 | Faust passementier (Hervé) | París                                             | Pieza musical (1 acto)                                             |
| 1869 | Une Giboulée d'amoureux (Hippolyte Lefèbvre) | París                                             | Pieza musical (1 acto)                                             |
| 1869 | Chilpéric (Hervé) | París                                             | Ópera bufa (3 actos, 4 cuadros)                                    |
| 1869 | Deux portières pour un cordon (Hervé & Lecocq) | París                                             | Opereta (1 acto)                                                   |
| 1869 | Le petit Faust (El pequeño Fausto) (Hector Crémieus y Adolphe Jaime)                                                                               | París                                             | Ópera bufa (3 actos, 4 cuadros)                                    |
| 1869 | Les Turcs (Hector Crémieus y Adolphe Jaime) | París, 23 dic. 1869, Folies-Dramatiques           | Ópera bufa (3 actos)                                               |
| 1870 | Aladdin II, or An old lamp in a new light (Aladino II, o una lámpara vieja con luz nueva), de Alfred Thompson                                      | Londres                                           | Ópera bufa (3 actos)                                               |
| 1871 | Le Trône d'Écosse (El trono de Escocia), de Hector Crémieux y Adolphe Jaime                                                                        | París                                             | Ópera bufa (3 actos)                                               |
| 1871 | Les Contes de fées (Los cuentos de hadas), de Hervé y otros compositores y libretistas                                                             | París                                             | —                                                                  |
| 1872 | Les Griffes du diable (Las garras del diablo), de Hervé y otros compositores y libretistas                                                         | París                                             | —                                                                  |
| 1872 | Babil and Bijou (Hervé y otros compositores y libretistas)                                                                                         | París                                             | —                                                                  |
| 1873 | La Cocotte aux œufs d'or (La gallina de los huevos de oro),[11] de Hervé y otros compositores y libretistas                                        | París                                             | Comedia de hadas                                                   |
| 1873 | La Veuve du Malabar (La viuda de Malabar), de Hector Crémieux y Delacour                                                                           | París                                             | Ópera bufa (3 actos)                                               |
| 1874 | La Noce à Briochet (Ange Milher) | París                                             | Vodevil-opereta                                                    |
| 1874 | Achantee War (Hervé) | Londres                                           | Drama sinfónico                                                    |
| 1874 | La France et la chanson (Hippolyte Bideau) | París                                             | Pieza musical (1 acto)                                             |
| 1875 | Alice de Nevers (Hervé) | París                                             | Ópera bufa (4 actos)                                               |
| 1875 | La Belle poule (Hector Crémieux y Albert de Saint-Albin)                                                                                           | París                                             | Ópera bufa (3 actos)                                               |
| 1876 | Estelle et Némourin (Amédée de Jallais y Gardel-Hervé)                                                                                             | París                                             | Ópera bufa (3 actos)                                               |
| 1877 | 'Up the River or The Strict Kew-Tea (Henry B. Farnie y Robert Reece)                                                                               | Londres                                           | Ópera (1 acto)                                                     |
| 1879 | La Marquise des rues (Paul Siraudin y Gaston Hirsch)                                                                                               | París                                             | Ópera bufa (3 actos)                                               |
| 1879 | Panurge (Panurgo) (Clairville y Octave Gastineau)                                                                                                  | París                                             | Ópera bufa (3 actos)                                               |
| 1879 | La Femme à papa (Alfred Hennequin y Albert Millaud)                                                                                                | París                                             | Comedia-opereta (3 actos)                                          |
| 1879 | Les Sphinx (Las esfinges), de Hervé | París                                             | Revista musical                                                    |
| 1880 | Le Voyage en Amérique (Maxime Boucheron y Hippolyte Raymond)                                                                                       | París, 16 sep. 1880, Théâtre des Nouveautés       | Ópera bufa (4 actos)                                               |
| 1880 | La Mère des compagnons (Henri Chivot y Alfred Duru)                                                                                                | París                                             | Ópera bufa (3 actos)                                               |
| 1881 | La Rous(s)otte (con Lecocq y otros compositores y libretistas)                                                                                     | París                                             | Comedia-opereta (3 actos)                                          |
| 1881 | Les Deux Roses (Clairville, Victor Bernard y Eugène Grangé)                                                                                        | París                                             | —                                                                  |
| 1882 | Lili (Albert Millaud, Alfred Hennequin y Ernest Blum)                                                                                              | París (11 de enero de 1882, Théâtre des Variétés) | Comedia-opereta (3 actos)                                          |
| 1883 | Mam'zelle Nitouche (Henri Meilhac y Albert Millaud)                                                                                                | París (26 de enero de 1883, Théâtre des Variétés) | Comedia-opereta (3 actos)                                          |
| 1883 | Le Vertigo (Henri Bocage y Henri Crisafulli) | París                                             | Ópera bufa (3 actos)                                               |
| 1884 | La Nuit aux soufflets (Paul Ferrier y Adolphe d'Ennery)                                                                                            | París                                             | Ópera cómica (3 actos)                                             |
| 1885 | Mam'zelle Gavroche (Edmond Gondinet, Ernest Blum y Albert de Saint-Albin)                                                                          | París                                             | Comedia-opereta (3 actos)                                          |
| 1886 | Frivoli (Hervé, übersetzt von William Beatty-Kingston)                                                                                             | Londres                                           | Ópera cómica (3 actos)                                             |
| 1886 | Fla-Fla (Gaston Hirsch y Paul Siraudin) | París                                             | Ópera bufa (3 actos)                                               |
| 1887 | Dilara | [12]                                              | Ballet                                                             |
| 1887 | The Sports in England | —                                                 | Ballet                                                             |
| 1888 | Rose d'amour | —                                                 | Ballet                                                             |
| 1888 | Diana (Dez. 1888) | —                                                 | Ballet                                                             |
| 1889 | The Duel in the Snow | —                                                 | Ballet                                                             |
| 1889 | Cleopatra (Cleopatra), 7 de mayo de 1889 | —                                                 | Ballet                                                             |
| 1889 | The Paris Exhibition | —                                                 | Ballet                                                             |
| 1889 | La Noce à Nini (Émile de Najac y Albert Millaud)                                                                                                   | París                                             | Vodevil-opereta (3 actos)                                          |
| 1890 | Les Bagatelles de la porte (Georges Beer?) | París                                             | Opereta (1 acto)                                                   |
| 1890 | Cocher au Casino (Pauol Burani y Hervé-Gardel) | París                                             | Música de revista                                                  |
| 1892 | Bacchanale (Georges Bertal y Julien Lecocq) | París                                             | Ópera bufa (3 actos)                                               |
| 1897 | Le Cabinet Piperlin (Hippolyt Raymond y Paul Burani) (obra póstuma)                                                                                | París                                             | Ópera bufa (3 actos)                                               |